# Sati (hinduistička božica)
Za članak o spaljivanju udovica, pogledajte "Sati (običaj)".
Prema hinduističkoj mitologiji, Sati [ˈsʌtiː] (सती, Satī) — poznata i kao Dākṣāyaṇī (दाक्षायणी = „Dakshina kći”) — božica je braka i ženske odanosti. Opisana je kao prva supruga Šive, kojeg u sekti zvanoj šivaizam smatraju Vrhovnim Bićem. 

## Mitovi
Sati je bila kći kralja Dakshe i njegove supruge Prasuti. Daksha, opisan kao sin boga Brahme te stvoritelj mnogih božica, bio je veliki kralj-svećenik u drevno doba, spomenut u Puranama. Sati je bila najmlađe dijete koje je rodila Prasuti te je imala polusestru Aditi, koju je rodila Panchajani.
Daksha i Prasuti molili su vrhovnu božicu Adi Parashakti da im podari još jednu kćer te se Adi Parashakti inkarnirala kao Sati, koja se udala za Šivu, ali taj brak Daksha nije odobrio.

### Smrt
Pogledajte također „Daksha yajna”.
Daksha je organizirao veliku svečanost, na koju je pozvao sve bogove osim Šive i Sati. Sati je osjećala čežnju za ocem te je odlučila otići na proslavu, usprkos tomu što ju je Šiva odgovarao. Sati je otišla na proslavu, ali je to bio njezin kraj jer je Daksha bio iznimno nezadovoljan njezinim dolaskom. Nakon što ju je izvrijeđao, počeo je vrijeđati Šivu, što Sati nije mogla trpjeti, pa je skočila u žrtvenu vatru i umrla.
Šiva je u bijesu Dakshi odrubio glavu te je nosio truplo svoje supruge po cijeloj Indiji, što je dovelo do osnutka svetih mjesta poznatih kao Shakti Peetha.
Sati se nakon mnogo godina reinkarnirala kao Parvati, kći Himavata, kralja planina. Parvati se udala za Šivu te je postala božica ljubavi, plodnosti i bračne vjernosti.

## Pogledajte također
- Hram boga Dakshe
- Kottiyoor Vysakha Mahotsavam